# Edgard Allix
Edgard Allix (Versailles, 1874 – Parigi, 1938) è stato un economista francese.
Insegnò nelle università di Caen e Parigi. Nel 1924 fece parte del comitato di esperti per il piano Dawes sui rapporti franco-tedeschi.
Presidente del Contenzioso, entrò nel 1935 nell'Accademia di Francia.

## Opere
- Traité élémentaire de science et de legislation financière (1907)
- L'impot sur le revenu (1928)
- Les contributions indirects (1929)
- Les droits de douane (1932)